# Pteropus anetianus
Pteropus anetianus es una especie de murciélago de la familia Pteropodidae.

## Distribución geográfica
Es endémica de Vanuatu.